# 253P/PANSTARRS
La comète PANSTARRS, officiellement 253P/PANSTARRS, est une comète périodique du système solaire, découverte le 4 septembre 2011 par le programme Pan-STARRS.